# IG Group
IG Group – brytyjskie przedsiębiorstwo będące dostawcą pochodnych instrumentów finansowych. Oferuje podstawową obsługę maklerską oraz usługi dźwigni finansowej z widełkami i kontraktów różnicy cenowej dla ponad 10 tys. rynków finansowych. Obejmuje to między innymi akcje, indeksy giełdowe oraz rynki Forex i surowce. Spółka ma siedzibę w Wielkiej Brytanii, jest notowana na London Stock Exchange i wchodzi w skład indeksu FTSE 250.

## Historia

### Początki
Przedsiębiorstwo założył Stuart Wheeler w 1974 roku pod firmą IG Index (skrót od Investors Gold Index). Było to pierwsze w Wielkiej Brytanii przedsiębiorstwo oferujące usługi dźwigni finansowej z widełkami. Dzięki usługom przedsiębiorstwa osoby fizyczne mogły zawierać transakcje oparte na cenach złota, zamiast samodzielnie kupować i sprzedawać ten towar.
W 1982 roku działalność objęła inne rynki w tym usługi dźwigni finansowej z widełkami oparte na indeksie giełdowym FT30. W 1985 roku przedsiębiorstwo IG jako pierwsze w Wielkiej Brytanii oferowało usługi dźwigni finansowej obejmujące poszczególne akcje.

### Notowania publiczne
W czerwcu 2000 roku akcje nowej spółki akcyjnej o firmie IG Group były po raz pierwszy notowane na giełdzie w Londynie. Notowania grupy wycofano z giełdy w Londynie 7 listopada 2003 roku, gdy jej akcje zostały wykupione przez zarząd i grupę inwestorów podwyższonego ryzyka CVC Capital Partners Ltd. za 143 miliony GBP. W kwietniu 2005 roku przedsiębiorstwo ponownie zostało wprowadzone na giełdę w Londynie jako spółka akcyjna IG Group Holdings o wartości 393 milionów GBP.
Przedsiębiorstwo IG jest teraz czołowym usługodawcą, z 41% udziału na rynku usług dźwigni finansowej z widełkami i największym w Wielkiej Brytanii usługodawcą obsługującym rynek Forex (według liczby aktywnych klientów w tych kategoriach).

### Rozwój globalny
Od czerwca 2002 roku przedsiębiorstwo IG operuje pod firmą IG Markets w Australii. Wtedy nastąpiła zmiana lokalnych przepisów dotyczących usług finansowych która umożliwiła oferowanie kontraktów różnicy cenowej mieszkańcom Australii.
W 2006 roku przedsiębiorstwo rozszerzyło swoją działalność o rynek niemiecki i Singapur, a w 2007 roku otwarte zostały biura w USA, Hiszpanii oraz Francji. W 2008 roku przedsiębiorstwo otworzyło biuro we Włoszech i kupiło spółkę FXOnline – japońskiego dostawcę instrumentów finansowych. W 2009 roku przedsiębiorstwo objęło swoją działalnością Szwecję i Luksemburg. Biuro w Portugalii zostało otwarte w 2010 roku, a w Holandii – w 2011 roku. W 2010 roku IG wykupiła również przedsiębiorstwo Ideal CFDs w Południowej Afryce, a w 2014 roku uzyskała licencję na podjęcie działalności w Szwajcarii pod firmą IG Bank SA.
Przedsiębiorstwo IG jest teraz czołowym światowym usługodawcą oferującym kontrakty różnicy cenowej (licząc dochody z wyłączeniem wpływu zmian kursów walutowych).

### Zmiana nazwy firmy na IG
W 2012 przedsiębiorstwo skonsolidowało działalność oddziałów IG Index i IG Markets pod jedną firmą: IG. Celem tej operacji było uzyskanie pozycji domyślnego partnera aktywnych inwestorów na całym świecie. Nastąpiło to po zamknięciu usługi zakładów sportowych Extrabet w czerwcu 2011roku.

## Produkty i usługi

### Dźwignia finansowa i opcje binarne
- Dźwignia finansowa z widełkami (tylko w Wielkiej Brytanii i Irlandii)
- Kontrakty różnicy cenowej
- Forex

### Opcje
Przedsiębiorstwo IG przez wiele lat oferowało standardowe usługi dźwigni finansowej i kontraktów różnicy cenowej. W 2003 roku portfel produktów został poszerzony o opcje binarne.

### Bitcoin
W kwietniu 2013 roku IG jako pierwsze przedsiębiorstwo obsługujące rynek Forex i kontrakty różnicy cenowej udostępniło transakcje oparte na walucie bitcoin. Miesiąc później zaprzestano oferowania produktu opcji binarnych w kontekście tej waluty.
W listopadzie 2014 roku ponownie wprowadzono usługę dźwigni finansowej z widełkami i opcją binarną oraz kontrakty różnicy cenowej dla waluty bitcoin. Umożliwiło to inwestorom spekulacje oparte na niestabilności waluty bitcoin bez posiadania samej waluty. Od tego czasu dodano szereg par Forex dla waluty bitcoin.

### Usługi maklerskie
We wrześniu 2014 roku przedsiębiorstwo IG rozszerzyło swoją działalność o usługi maklerskie, wprowadzając usługę handlu akcjami poprzez internetową platformę. Przedsiębiorstwo twierdzi, że inne istniejące usługi maklerskie są „podstawowe i nieskomplikowane”, a jej „o wiele bardziej zaawansowana technologia i rozbudowana oferta znacznie wykracza poza możliwości udostępniane przez działających na rynku maklerów”. Trwa opracowywanie planów oferowania tej usługi w innych krajach od 2015 roku.

### Technologia obsługi transakcji
W 1998 roku przedsiębiorstwo IG jako pierwsze wprowadziło platformę do obsługi usług dźwigni finansowej z widełkami przez Internet. Jej pierwsza platforma do obsługi transakcji w przeglądarce, znana wtedy pod nazwą PureDeal, została udostępniona w 2007 roku. Dwa lata później przedsiębiorstwo wprowadziło platformę bezpośredniego dostępu do rynku (DMA, direct market access) opartą na przeglądarkach.
Pierwsza aplikacja przedsiębiorstwa IG do obsługi transakcji na telefonach iPhone była dostępna w 2010 roku. Obecnie oferowane są aplikacje na wszystkie popularne modele telefonów i tabletów.
Przedsiębiorstwo współpracuje też z usługodawcami zewnętrznymi, takimi jak MetaTrader 4, ProRealTime, Autochartist, Trading Central i InvestYourWay.

## Zasięg globalny
Przedsiębiorstwo IG obsługuje klientów w ponad 140 krajach. Ma swoje biura w Londynie, Dublinie, Oslo, Sztokholmie, Amsterdamie, Düsseldorfie, Luksemburgu, Genewie, Chicago, Madrycie, Paryżu, Mediolanie, Johannesburgu, Singapurze, Tokio i Melbourne.

### IG Bank, Szwajcaria
W październiku 2014 roku, po pomyślnym rozpatrzeniu wniosku o licencję FINMA, przedsiębiorstwo IG otworzyło biuro w Genewie. Zapoczątkowało to działalność jej oddziału szwajcarskiego: IG Bank SA.

### Dubaj
W czerwcu 2014 roku dyrektor generalny przedsiębiorstwa IG, Tim Howkins, ogłosił, że prowadzone są „konstruktywne dyskusje z organami państwowymi” na temat możliwości otwarcia biura w strefie Dubai International Financial Centre w 2015 roku.

### Nadex
W 2007 roku przedsiębiorstwo kupiło przedsiębiorstwo HedgeStreet obsługujące instrumenty finansowe na platformie online w USA. W 2009 roku zmieniono jego firmę na North American Derivatives Exchange (Nadex). To umożliwiło rozwój uproszczonych kontraktów, gdyż kontrakty na różnice cenowe i widełki nie są tam obecnie dopuszczane. Przedsiębiorstwo Nadex ma siedzibę w Chicago i podlega nadzorowi urzędu Commodity Futures Trading Commission.

## Działalność sponsorska
W Wielkiej Brytanii przedsiębiorstwo IG było głównym partnerem klubu rugby Harlequins RFC w latach 2013 - 2016 i głównym sponsorem corocznej imprezy Big Game organizowanej przez ten klub na stadionie Twickenham.
Dawniej przedsiębiorstwo sponsorowało również kolarstwo brytyjskie: drużynę Team Sky w latach 2011 i 2012 oraz wyścig Tour of Britain od 2011 do 2013 roku.

## Działalność społeczna
Przedsiębiorstwo IG prowadzi program wolontariatu pracowników we współpracy z organizacją Beanstalk. Ta organizacja charytatywna udziela pomocy w nauce czytania dzieciom w szkołach podstawowych w najbiedniejszych regionach Anglii.
Przedsiębiorstwo należy też do programu partnerskiego City Action, który umożliwia przedsiębiorstwom z siedzibami w City oferowanie swojego doświadczenia lokalnym organizacjom i inicjatywom społecznym na zasadach wolontariatu.

## Nadzór urzędowy
W Wielkiej Brytanii nadzór nad działalnością przedsiębiorstwa IG sprawuje urząd Financial Conduct Authority (FCA). Dział IG Index jest zarejestrowany pod numerem 114059, a dział IG Markets – pod numerem 195355. Dodatkowo przedsiębiorstwo podlega nadzorowi urzędu Gambling Commission.
Na mocy umowy paszportowej działalność przedsiębiorstwa IG w Europie poza Szwajcarią podlega nadzorowi urzędu FCA zgodnie z rejestracją działu IG Markets. Przedsiębiorstwo IG Bank S.A. jest autoryzowana i nadzorowana przez urząd FINMA w Szwajcarii.
Inne ważne urzędy nadzorujące działalność przedsiębiorstwa IG:
- Australia – Australian Securities and Investments Commission (ASIC)
- Singapur – Monetary Authority of Singapore i International Enterprise Singapore
- Japonia – Financial Services Agency
- RPA – Financial Services Board
- USA – Commodity Futures Trading Commission